# Glogovica
Glogovica je naselje v Občini Ivančna Gorica in v krajevni skupnosti Šentvid pri Stični.